# Shmuel Atzmon Wircer
Shmuel Atzmon Wircer (ur. 29 czerwca 1929 w Biłgoraju) – aktor, reżyser, dyrektor Teatru Yiddishpiel.

## Życiorys
Urodził się 29 czerwca 1929 w Biłgoraju jako Szmuel Chaim Wircer. Miał troje rodzeństwa: Rachelę (ur. 24 stycznia 1924 roku), Kresl (ur. 1931 roku) i Yossiego-Szmarjahu (ur. 1951 roku). Jego ojcem był Icchak Wircer (ur. w 1899 roku w Szczebrzeszynie), syn Szmarjahu i Miriam. Matka – Frajda-Mirele z domu Rapaport (ur. w 1901 roku w Biłgoraju), była córką Józefa Barucha Rapaporta i Racheli z domu Goldberg.
Ojciec, Icchak Wircer pochodził z rodziny ortodoksyjnej należącej do chasydów z Kocka. Dziadek Szmarjahu prowadził sklep bławatny w Szczebrzeszynie oraz pełnił funkcję gabaja (administratora synagogi). Icchak uczył się w jesziwie. Jako 18-latek zaciągnął się do Wojska Polskiego. Podczas służby wojskowej, w Warszawie uczył się księgowości. W 1923 roku poślubił Frajdę-Mirele i przeniósł się do Biłgoraja. Rodzina Wircerów należała do bogatych rodzin w Biłgoraju, zamieszkiwała przy ul. Szewskiej 3. Shmuel już w szkole zaczął swą przygodę z teatrem. 
Po wybuchu wojny, spaleniu miasta przez Niemców, rodzina ukryła się po drugiej stronie rzeki Białej. Ojciec Shmuela został aresztowany. Rodzina przeniosła się w tym czasie do domu burmistrza, a pod koniec 1939 roku razem ze zbiegłym z niemieckiego aresztu Icchakiem przekroczyła rzekę Bug. Przez Rawę Ruską udali się do Zabłudowa. Icchak Wircer odmówił przyjęcia sowieckiego obywatelstwa z tego powodu 20 czerwca 1940 zostali deportowani na Syberię, do obozu pracy w Asino w pobliżu Tomska.
Rodzina żyła w stosunkowo dobrych warunkach. Ojciec Shmuela pracował jako księgowy, dzieci chodziły do szkoły. Na początku 1942 roku, kiedy pojawiła się informacja o tworzeniu Armii Andersa, Icchak Wircer wraz z innymi wynajęli wagon i pojechali do Taszkientu. Nie udało im się dostać do armii. Rodzina wyjechała do Fergany, a następnie osiadła w Lenińsku. Przebywali tam do grudnia 1945 roku. Potem przez Taszkient zdołali przedostać się do Moskwy, gdzie mieszkał brat Szmarjahu Wircera. Na początku 1946 roku powrócili do Polski, do Krakowa, gdzie przebywał brat matki, Mordechaj Rapaport.
Shmuel przyłączył się do kibucu Ha-Poel ha-Mizrachi w Krakowie. Latem 1946 roku razem z całą grupą wyjechał do Austrii, w okolice Linzu. Kilka miesięcy później dołączyła do niego rodzina. Shmuel pracował jako kierowca i sekretarz rabina polowego armii amerykańskiej Josepha Millera. Na początku 1947 roku członkowie kibucu przeszli przez Alpy do Albiate we Włoszech. Shmuel został ochotnikiem PALIAM (morski oddział żydowskiej organizacji wojskowej PALMAH w Palestynie). 
Shmuel zaciągnął się do wojska izraelskiego, wziął udział w wojnie 1948 roku. Po zwolnieniu z wojska, przez krótki czas pracował jako portier w porcie w Tel Awiwie, a następnie jako trener młodzieży w obozie przejściowym dla nowo przybyłych do Izraela, a w międzyczasie udzielał się w Teatrze OHEL. W 1951 roku zdecydował się na zmianę nazwiska na Atzmon. 
Grał na deskach państwowego teatru izraelskiego Habima. Występował również w sztukach radiowych emitowanych przez radio krajowe Kol Israel. W 1958 roku założył pierwszy awangardowy teatr w Izraelu — Zavith, kierował nim przez 10 lat. W 1962 roku otrzymał stypendium Ford Memorial Scholarship na roczne studia w Stanach Zjednoczonych. W 1968 studiował w Royal Shakespearean Band w Anglii dzięki stypendium UNESCO. W 1980 roku zaczął wystawiać sztuki w języku jidysz (Klejne Menczelech Szolema Alejchema). Siedem lat później założył Yiddishpiel Theater. Shmuel Atzmon-Wircer odegrał wielką rolę w dziele włączenia tradycji jidysz w dzisiejszą kulturę żydowską (hebrajską) w Izraelu. 
Po raz pierwszy Shmuel odwiedził Biłgoraj w 1990 roku. Od tamtej pory często wraca w rodzinne strony. W 2007 roku otrzymał tytuł honorowego obywatela Biłgoraja. Mimo przejścia na emeryturę aktywnie uczestniczy w życiu artystycznym. Jest honorowym dyrektorem Teatru Yiddishpiel. W 2017 roku wyreżyserował i zagrał w przedstawieniu Miasteczko na podstawie tekstów Szolema Alejchema na scenie Teatru Żydowskiego w Warszawie. 

## Filmografia i role teatralne[8]
- Hu Halach B'Sadot (1967)
- 42:6 - Ben Gurion (1970)
- Simpatya Bishviel Kelev (1979)
- A Woman Called Golda (1982)
- The Frog Prince (1986)
- Pan K (1997)
- Yaldey Rosh Ha-Memshala (2011)

## Nagrody
- Izraelska Nagroda Teatralna za całokształt twórczości (2003)
- Nagroda Scheibera
- Nagroda im. Mayera Margolita
- nagroda Funduszu Lernera
- nagroda Life's Work na Festiwalu Filmów Żydowskich w Jerusalem Cinematic
- honorowe obywatelstwo Tel Aviv-Jaffa
- doktorat honoris causa Netanya Academic College
- nagroda Człowieka Roku od Israel Lions Club (2010)[9]
- honorowe obywatelstwo Biłgoraja (2007)[6]